# Pierre Cockshaw
Pierre Cockshaw, né le 21 décembre 1938 à Berchem-Sainte-Agathe (Bruxelles), et mort le 15 mars 2008 à  Forest (Bruxelles), est un historien, numismate et paléographe belge, spécialiste des Pays-Bas bourguignons et de la production écrite autour des ducs de Bourgogne (chancellerie, livres, etc.).

## Biographie
Après ses études secondaires à l'Athénée de Bruxelles, Pierre Cockshaw obtient une licence en histoire, puis un doctorat, à l'Université libre de Bruxelles. Sa thèse, défendue en 1975, porte sur La chancellerie de Flandre-Bourgogne sous les ducs de Bourgogne de la maison de Valois ; il poursuivra ses recherches sur les Pays-Bas méridionaux durant le reste de sa carrière scientifique. 
Il est engagé à la Bibliothèque royale de Belgique, d'abord comme assistant, puis comme chef de travaux. De 1967 à 1972, il est affecté au Cabinet des médailles de l'institution, et commence à publier des articles dans le domaine de la numismatique médiévale. Ses compétences en la matière, largement reconnues, lui permettent d'accéder à la présidence du Centre d'études numismatiques (1972) puis de la Société royale de numismatique de Belgique (1999). Entre-temps, il est devenu conservateur en chef de la Bibliothèque royale. 
Pierre Cockshaw est également un grand connaisseur des manuscrits bourguignons, et contribue à l'organisation d'expositions sur Charles le Téméraire (1977) ou l'Ordre de la Toison d'Or (1996). 
Comme enseignant, jusqu'à sa retraite en 2003, il a dispensé à l'Université libre de Bruxelles les cours d'histoire de la monnaie, d'histoire de l'enluminure, d'histoire de la médaille, et d'explications de textes français du Moyen Âge.

## Carrière
- Membre de l'Académie royale de Belgique (Classe des Lettres)
- Professeur honoraire à l'Université libre de Bruxelles
- Président de la Société royale de numismatique de Belgique
- Conservateur à la Bibliothèque royale de Belgique, au Cabinet des médailles, puis, plus longuement au Cabinet des manuscrits
- Directeur du département des Cabinets muséologiques de 1986 à 1992
- Directeur de la Bibliothèque royale de Belgique de 1992 à 2002

Pierre Cockshaw fut aussi président des conseils d'administration de la revue Scriptorium et du Bulletin codicologique.

## Œuvres
- « À propos de l'origine de la famille Aubert », Scriptorium, 33/2 (1979), p. 275
- « La Société des agathopèdes : de la légende à l'histoire », dans : Renier Chalon alias Fortsas, un érudit malicieux au mitan de XIXe siècle (éd. François de Callataÿ et Claude Sorgeloos), Mariemont : Musée royal de Mariemont, 2008, p. 141 et seq.

## Sources
1. ↑  Bibliothèque royale de Belgique, Feuille de contact trimestrielle, 4e année, no 11, mars 2008, disponible en ligne
2. 1 2 3 4  Duvosquel, J.M., "Pierre Cockshaw", dans Bulletin de la Commission royale d'histoire, 2009, p.125-128.
3. ↑  Feuillet encarté dans Scriptorium, 63/1 (2009)